# A Million Voices
A Million Voices ist ein Lied der russischen Sängerin Polina Gagarina. Diese repräsentierte damit Russland beim Eurovision Song Contest 2015 und wurde dort Zweiter hinter Schweden.

## Entstehung und Veröffentlichung
Geschrieben wurde das Lied gemeinsam von Gabriel Alares, Joakim Björnberg, Leonid Gutkin, Wladimir Matezki und Katrina Noorbergen.
Am 15. März 2015 wurde eine russische Version zu A Million Voices bereits geleakt. Die Erstveröffentlichung erfolgte schließlich als Single am 7. April 2015 bei Universal Music. Diese erschien als digitaler Einzeltrack zum Download und Streaming. Am 4. Mai 2015 erschien das Lied als Teil von Gagarinas Studioalbum Spasibo rodnoj… (Katalognummer: 071371-2).

## Eurovision Song Contest

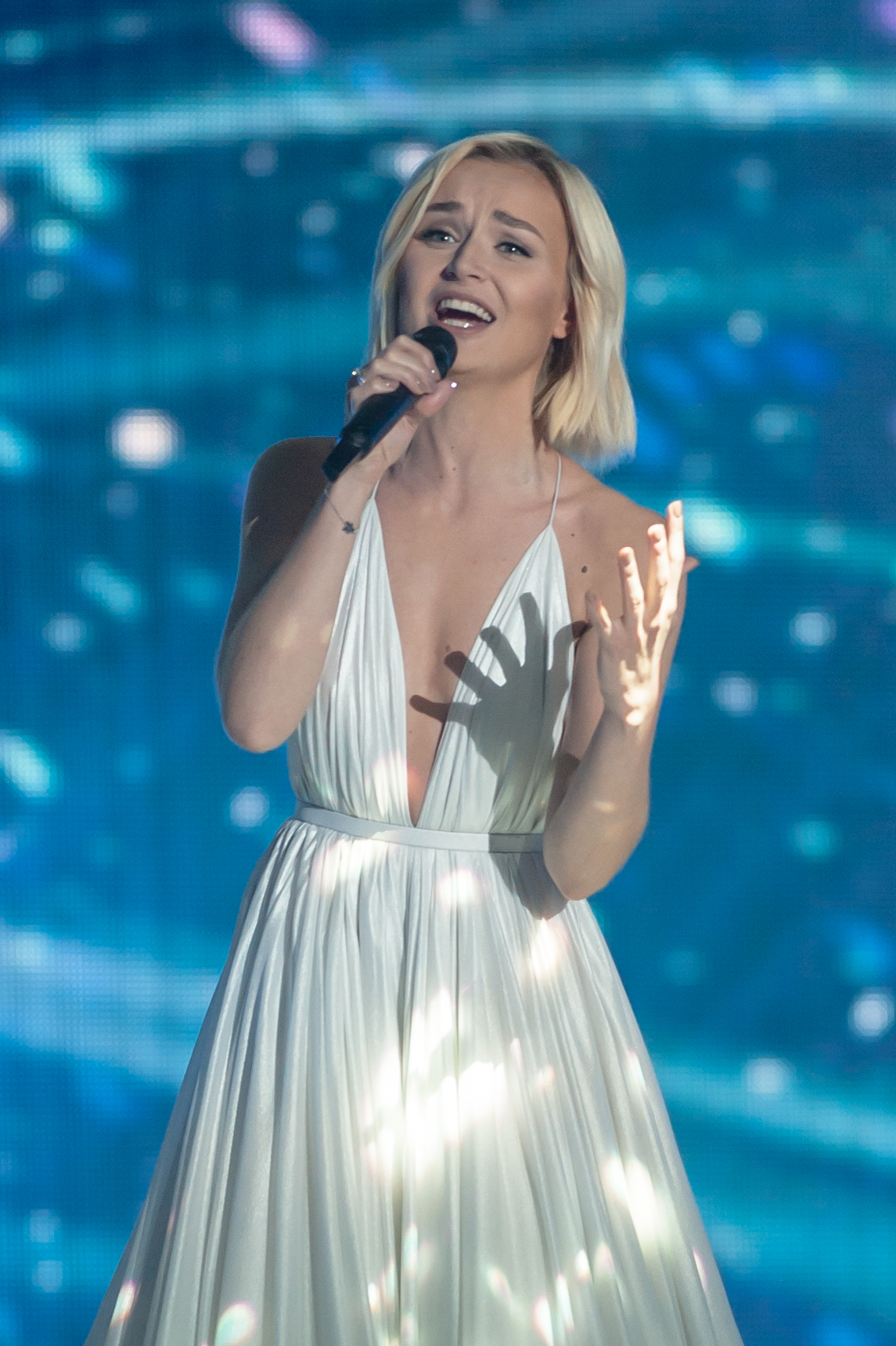
Polina Gagarina Gagarina beim Eurovision Song Contest 2015

Am 11. März 2015 verkündete das russische Fernsehen, dass Gagarina Russland beim Eurovision Song Contest in Wien vertreten würde. Diese trat im ersten Halbfinale, das am 19. Mai 2015 stattfand, mit der Startnummer zwölf an und gewann dieses mit 182 Punkten vor Belgien (149 Punkte) und Estland (105 Punkte). Somit qualifizierte sich Gagarina für das am 23. Mai stattfindende Finale. Dort hatte sie die Startnummer 25 und wurde mit 303 Punkten Zweite hinter Måns Zelmerlöw (Heroes) aus Schweden und vor der Gruppe Il Volo (Grande amore) aus Italien. Russland bekam 12 Punkte, die Höchstpunktzahl beim Eurovision Song Contest, aus Armenien, Aserbaidschan, Deutschland, Estland und Belarus. Der zweite Rang war die beste Platzierung für Russland seit dem Sieg Dima Bilans im Jahr 2008.

## Musikvideo
Das offizielle Musikvideo für A Million Voices wurde am 15. März 2015 präsentiert und auf dem YouTube-Kanal des Eurovision Song Contests hochgeladen. Im Video singen 25 Menschen verschiedenen Alters und verschiedener Nationalitäten zusammen mit der Sängerin. Regie führte Alexey Golubev. Bis heute Dezember 2024 zählte es mehr als 23 Millionen Aufrufe.

## Chartplatzierungen
| ChartsChartplatzierungen     | Höchstplatzierung | Wochen |
| ---------------------------- | ----------------- | ------ |
| Deutschland (GfK)            | 46 (1 Wo.)        | 1      |
| Österreich (Ö3)              | 10 (3 Wo.)        | 3      |
| Schweiz (IFPI)               | 39 (1 Wo.)        | 1      |
| Vereinigtes Königreich (OCC) | 97 (1 Wo.)        | 1      |